# Bendy and the Ink Machine
Bendy and the Ink Machine  («Бенді та чорнильна машина») — епізодична відеогра у жанрі жахів від першої особи, перша у франшизі Bendy гра була розроблена та випущена компанією Kindly Beast під виглядом анімаційної студії Joey Drew Studios Inc. Початково гра вийшла на Game Jolt 10 лютого 2017 року як перший епізод з п'яти, а офіційний світовий реліз стався 27 жовтня 2018 року. Крім того, гра була випущена для PlayStation 4, Xbox One і Nintendo Switch 20 листопада 2018 року, як видання Rooster Teeth Games, а версія для IOS і Android з'явилася 21 грудня 2018 року.
Ця відеогра, ідея якої була натхненням у серії BioShock, розгортається у фіктивній студії Joey Drew Studios. Історія розпочинається,коли Генрі Стайн, минулий аніматор, отримує загадкове запрошення повернутися на старе робоче місце. Повернувшись, він стикається з дивними паранормальними явищами, викликаними таємничою чорнильною машиною. У грі гравці рухаються від першої особи й повинні виконати певні завдання, щоб просуватися далі, наприклад, битися, збирати предмети або розв'язувати головоломки. Також, вони можуть знайти аудіозаписи працівників студії, які розкривають деталі історії гри та розгадують таємниці навколо неї.
Реакція на Bendy and the Ink Machine була дуже позитивною після її випуску. Гра отримала велику увагу завдяки своїй стилістиці та захопливому сюжету, хоча деякі гравці висловлювали незадоволення щодо головоломок і бойової механіки. Проте її швидкий успіх призвів до значної популярності на платформах стрімінгу, таких як YouTube та Twitch, а також отримала визнання на Steam Greenlight. Надалі виходили сувенірні товари та мобільні ігри, спрямовані на подальше залучення уваги до всесвіту гри. Сам Майк Муд, один із розробників, вважав успіх Bendy and the Ink Machine несподіваним. Вихід наступної гри серії, Bendy and the Dark Revival, відбувся 15 листопада 2022 року.

## Геймплей
Bendy and the Ink Machine - це симулятор виживання від першої особи, який переносить гравця у світ атмосферних мультфільмів 1920-1940-х років. У грі ви керуєте Генрі Стайном, минулим аніматором, який повертається до своєї минулої роботи в студії Джої Дрю. Тут він бачить, що машина знищила студію та оживила деяких персонажів мультфільму. Гра поєднує в собі елементи бойових дій з головоломками. Ви досліджуєте світ від першої особи, виконуючи обмежені фізичні дії, такі як біг і стрибки. Також збираєте різні предмети, щоб вирішити різноманітні завдання, необхідні для подальшого прогресу. Крім цього, знахідка банок з супом і беконом не лише допомагає вам отримати досягнення, але й відновлює здоров'я Генрі в разі його поранення. 
У бойових сценах використовується різноманітний асортимент знарядь ближнього бою, таких як сокира,вантуз, труба, гайковий ключ або коса. Також гравцям доступна зброя для дальньої атаки, така як Thompson або навіть банки з-під супу з беконом. Вороги у грі мають різні рівні сили та стійкості до пошкоджень, що змушує гравців підходити до бою тактично, уникати супротивників та вдаватися до атак у відповідний момент. Невиконання цих стратегій може призвести до загибелі персонажа. Генрі може відступити всередину "Маленьких Чудо-станцій", коли вороги наближаються, щоб відновити сили або уникнути зіткнення. У разі отримання значних пошкоджень він може втекти від чорнила, що поглинає його, та відродитися біля однієї з багатьох статуй Бенді, що слугують точками збереження прогресу. Гравець може зберегти свій прогрес, взаємодіючи зі станціями часових карток. 
У Bendy and the Ink Machine зібрані аудіозаписи розкривають багато деталей про минуле студії та її працівників, схоже на те, як це влаштовано у грі BioShock. Гравці мають знайти ці записи по всій локації студії, ретельно обстежуючи середовище. Окрім цього, фінальний етап гри пропонує особливий пристрій - Інструмент бачення. Він дозволяє розкривати таємничі повідомлення, які без цього пристрою залишаються прихованими. Після завершення цього етапу гравці можуть використовувати Інструмент бачення і в попередніх частинах гри, розширюючи свої можливості дослідження світу гри. 

## Сюжет

### Глава 1:  “Рухомі картини”
В момент свого повернення в 1963 році Генрі відчув занедбаність студії на кожному кроці. Він бачив скрізь плями чорнил, а фігура Вовка Бориса , улюбленого персонажа студії, була пошкоджена. Чорнильна машина, придумана Джої після відходу Генрі, виявилася джерелом цього бруду. Після збору необхідних речей для активації машини він стикнувся з нападом від демонічного талісмана - Бенді. У стрімкій втечі Генрі провалився на нижчий рівень студії, де знайшов кімнату з трунами та пентаграмою на підлозі. Переживаючи галюцинації, Генрі втрачає свідомість у кінці цього недобудованого шляху. 

### Глава 2:  “Стара пісня”
Після того, як Генрі прокидається, він починає пошук виходу і дістається музичного відділу. Знаходячи вихідні сходи, він розуміє, що двері заблоковані чорнилами. Після боротьби зі створіннями, відомими як Шукачі, він потрапляє до кабінету музичного директора, де виявляє помповий перемикач. Проте кабінет залишається заблокованим через великий вилив чорнил. Генрі знаходить два клапани, які можуть знизити тиск чорнила, один з яких утримує Шукач у капелюсі, якого йому доводиться перемогти. 
У процесі подолання перешкод, Генрі дізнається, що потрібно зіграти улюблену пісню Семмі Лоуренса, щоб відчинити двері. Після зупинки витоку, він зливає чорнило на сходах, проте на нього нападає Семмі, перетворений на чорнильного гуманоїда з маскою Бенді. Після того, як Генрі прокидається, Семмі зізнається, що має намір принести Генрі в жертву Бенді, якому він поклоняється як божеству. Під час проведення ритуалу на Семмі нападає Бенді. Генрі використовує цю змогу для втечі, але Бенді помічає це і починає погоню за ним. Врешті-решт  Генрі утікає до комори, де знаходить неушкодженого Вовка Бориса. 

### Глава 3: “ Зліт і падіння”
Після прокидання у бункері, Генрі знаходить свого товариша - Бориса. Разом вони покидають квартиру, рухаючись у пошуках іншого виходу. У темряві вони потрапляють у відділ іграшок, створений для Аліси Енжел, популярного персонажа студії. Під час своєї подорожі Борис тимчасово розлучається з Генрі, проте надає йому інструмент для самозахисту. Під час зустрічі з чорнильною версією Аліси Генрі втрачає свідомість. Прокинувшись, головний герой чує, що Аліса кличе його до своєї бази. Генрі має обрати між шляхом Демона або Ангела для входу до приміщення, де вони знаходять понівечених клонів Бориса та інших чорнильних монстрів, створених як Банда М'ясників.
Генрі починає виконувати завдання від Аліси, що обіцяє йому вихід зі студії. Під час цього він збирає різні предмети та захищає базу Аліси від ворогів, включаючи Бенді, Шукачів та Кіномеханіка. Поступово розкривається, що Аліса - це Сьюзі Кемпбелл, актриса, яка зламалася та відобразила свій образ на персонажі Аліси. Після задоволення своїх потреб вона спрямовує Генрі до ліфта, але намагається вбити Бориса. Спроба закінчується падінням ліфта, що травмує Генрі. В той час Аліса викрадає Бориса, і вони зникають разом. 

### Глава 4:  “Колосальні дива”
Після втрати свідомості та викрадення Бориса, Генрі залишає розбитий ліфт і починає пошуки у печерних архівах студії, намагаючись знайти свого друга. Аліса насміхається з його безсилих спроб врятувати Бориса, але Генрі виявляє кімнату, де перебувають Загублені — люди, заражені чорнилом, проте не ворожі. Після втечі через вентиляцію Генрі дізнається про плани Джої створити парк розваг "Бенді Ленд" за участю дизайнера Бертрума П'ємонта. Він розуміє, що атракціон з будинком привидів може бути ключем, тому йде на склад за вимикачами. Під час активації вимикачів він уникає Банди М'ясників, перемагає Бертрума, який став чорнильно-корумпованим, і тікає від Кіномеханіка, якого Бенді обезголовлює і забирає його тіло. На атракціоні "Будинок з привидами" він знаходить Бориса, перетвореного на жорстокого монстра. Не знайшовши способу повернути його до нормального стану, Генрі змушений знищити Бориса, зламавши його серце. Розлючена Аліса нападає на Генрі, проте сама стає жертвою іншої, цілком нормальної версії себе та роборукого клона Бориса, що врятували Генрі. 

### Глава 5:  “Остання котушка”
Генрі опиняється у в'язниці, влаштованою новими версіями Аліси та Бориса - Еллісон і Томом. Вони замкнули його, сумніваючись в його намірах. Але Генрі здобуває довіру Еллісон, яка допомагає йому та дає Інструмент бачення для розшифрування прихованих повідомлень. Однак пізніше Бенді дізнається про їхнє місцезнаходження, і Том переконує Еллісон залишити Генрі, щоб вони могли уникнути небезпеки. Генрі втікає, знаходячи таємну кімнату зі зброєю через приховані повідомлення. Під час втечі Генрі прямує за Еллісон і Томом на баржі, але його переслідує Бенді. Потрапивши до містечка, Генрі зіштовхується з пораненим Семмі, який плутає його з Бенді і нападає. Том рятує Генрі, і разом з Еллісон вони перемагають монстрів. Генрі потрапляє до адміністративних приміщень, де ремонтує труби, приховуючись від Банди М'ясників. У фільмосховищі отримує повідомлення про те, що Бенді викрав бобіну з фільмом, ключову для завершення темряви. У конфронтації Генрі впускається у Чорнильну машину, де знаходить таємне повідомлення від Джої та відтворює ролик "Кінець", що змушує Бенді зникнути. У кінці Генрі відправляється до будинку Джої, де його чекають нові виклики, і починається новий цикл.

## Розробка
На початку гра Бенді та Чорнильна машина виникла з ідеї theMeatly створити світ, який нагадував би атмосферу мультфільму. Ця концепція почала приймати форму, як тільки з'явилася потреба у створенні страшного світу, який потребував монстра в центрі уваги. Бенді виник для цієї ролі, але спочатку не мав конкретної назви. Коли ж персонаж був остаточно створений у формі 3D-моделі, його ім'я було випадково вибране через помилку під час збереження в програмі для створення 3D-моделей. Завдяки потенціалу проекту, theMeatly, не являючись програмістом, вирішив розробити гру, а Майк Муд приєднався до цього процесу, побачивши можливості цієї ідеї. Іншим натхненням для гри була серія ігор BioShock. 
Протягом п'яти днів був створений перший розділ гри під назвою "Рухомі картинки". Вона вийшла безкоштовно на платформі Game Jolt 10 лютого 2017 року, ставши однією з перших ігор, що вийшли там. Початково проект був призначений для розваги, але його популярність спонукала до розробки другого розділу. Цей випуск стався 18 квітня 2017 року разом з ремастерингом попереднього розділу, оновленим меню та іншими поліпшеннями. Гра отримала підтримку на Steam Greenlight у лютому та вийшла на Steam у квітні того ж року. 
"Зліт і падіння", третій розділ, був оголошений у травні 2017 року. Розробка тривала близько чотирьох місяців і була сповнена викликами, включаючи створення фреймворку для покращення процесу розробки. Гра вийшла у вересні 2017 року. 
Четвертий розділ, "Колосальні дива", був підтверджений у листопаді 2017 року. Перед його випуском, запланованого на квітень 2018 року, через технічні проблеми у Steam дата випуску була перенесена на 30 квітня 2018 року. Гра отримала ремастеринги попередніх розділів та інші покращення. 
"Остання котушка", п'ятий розділ, був офіційно підтверджений у червні 2018 року та вийшов у жовтні. Emprise оголосили, що вона буде безкоштовною для тих, хто вже придбав попередні розділи. Крім цього, вийшло спеціальне видання "Bendy and the Ink Machine: Jacksepticeye Edition", що включало всі п'ять розділів. 
Гра також отримала версії для консолей та мобільних пристроїв, що виходили на різних етапах у 2018 році. PlayStation 4, Xbox One та Nintendo Switch мали свої порти, а мобільна версія вийшла в грудні 2018 року. 

## Сприйняття гри
| Агрегатор  | Оцінка                                         |
| ---------- | ---------------------------------------------- |
| Metacritic | 71/100 (PS4) 70/100 (Xbox One) 63/100 (Switch) |
| OpenCritic | 71/100                                         |

| Видання       | Оцінка |
| ------------- | ------ |
| GameSpot      | 7/10   |
| IGN           | 7.7/10 |
| Nintendo Life | 6/10   |

На основі оглядів Bendy and the Ink Machine на портах консолей з Metacritic можна зробити висновок, що гра отримала "змішані або середні відгуки". Rock, Paper, Shotgun високо оцінив перший розділ, визнавши його однією з найкращих безкоштовних ігор тижня. 
Сюжетна лінія та атмосфера гри отримали багато позитивних відгуків. Художній стиль Bendy and the Ink Machine часто порівнювали з епохою "Пароплава Віллі" з мультфільмів Діснея. Деякі відзначали схожість персонажа Бенді з Мікі Маусом або Бетті Буп. Критики зауважували, що гра має виразний візуальний стиль, що нагадує мультфільми 30-х років. 
Проте багато оглядачів відзначали, що механіка гри є досить стандартною. Бої та головоломки часто вважалися повторюваними, а тривалість окремих розділів – недостатньою та не збалансованою. Відзначали також, що деякі завдання могли б бути краще розробленими для більшої глибини і розвитку персонажів. 
Гра також була порівняна з BioShock, Resident Evil, Outlast, Cuphead та Epic Mickey через загальну атмосферу і стиль, що надається. Це порівняння відбувається через деякі мотиви та образи, що відзначаються у грі. 

### Продажі
У 2017 року, за інформацією від Player.One, гра була завантажена понад 750 000 разів у Steam.

### Нагороди
Гра отримала нагороду від IGN у категорії «Найкраща гра жахів» та очолила список «18 найкращих ігор жахів 2017 року». Мобільний порт отримав відзнаку «Гра дня» 23 лютого 2019 року, а також був визнаний touchArcade як «Гра тижня» 21 грудня 2018 року.